# فرودگاه ایل او کودرس
فرودگاه ایل او کودرس (به انگلیسی: Île aux Coudres Airport) یک فرودگاه همگانی است که یک باند فرود چمن و شن دارد و طول باند آن ۷۶۲ متر است. این فرودگاه در کشور کانادا قرار دارد و در ارتفاع ۳۴ متری از سطح دریا واقع شده‌است.